# Kryń
Kryń [krɨɲ] là một khu định cư ở quận hành chính của Gmina barlinek, trong Myśliborski, Zachodniopomorskie, ở tây bắc Ba Lan. Nó nằm khoảng 8 kilômét (5 mi) về phía tây nam của Barlinek, 19 km (12 mi) phía đông Myślibórz và 65 km (40 mi)     về phía đông nam của thủ đô khu vực Szczecin.
Trước năm 1945, khu vực này là một phần của Đức. Đối với lịch sử của khu vực, xem Lịch sử của Pomerania.